# Denis Clerc (économiste)
 (août 2023).
Pour les articles homonymes, voir Denis Clerc et Clerc.
Denis Clerc, né le 17 novembre 1942 à Sidi-Bel-Abbès en Algérie, est un économiste français, fondateur de la revue Alternatives économiques.

## Biographie

### Jeunesse et études
Denis Clerc est né en 1942 en Algérie. Son père était militaire.  
Il était en 1962 à Belfort. 
Étudiant en sciences à Besançon, il s'intéresse très vite à l'économie, aux relations sociales et syndicales. À cette période, il s'abonne à la revue Économie et humanisme. Alors qu'il est en « taupe » pour préparer les concours des grandes écoles, il s'inscrit en licence de sciences économiques. Il poursuit ses études à Dijon avant de commencer une carrière universitaire tout en préparant une agrégation des techniques économiques de gestion et une agrégation de sciences sociales.
Il obtient l'agrégation de techniques économiques de gestion en 1972, et l'agrégation de sciences sociales en 1978.
Le 21 mars 2025, à l'âge de 82 ans, il soutient une thèse de doctorat intitulée Les Économistes non-conformistes en France au XIXe siècle sous la direction de  Florence Jany-Catrice et Richard Sobel à l'université de Lille.

### Parcours professionnel
En mai 1968, il est assistant à la faculté mais se retrouve brouillé avec son directeur de thèse. Il retourne en Algérie dans le cadre de la coopération. Il est nommé enseignant, dépendant du ministère algérien de l'Intérieur, pour former des fonctionnaires.
De retour en France, Denis Clerc, agrégé en sciences et techniques de gestion ainsi qu'en sciences économiques et sociales, est nommé professeur en lycée à Dijon, où il s'intéresse aussi à la formation continue. Celle-ci est rendue obligatoire pour les grandes entreprises par les Lois Delors de 1971[réf. souhaitée].
Denis Clerc est un économiste engagé. En novembre 2013, il est élu président de la Fédération nationale des associations de réinsertion sociale (Fnars) Franche-Comté.

### Parcours éditorial
En 1980, il lance Alternatives économiques. Avec des moyens financiers modestes, la parution est d'abord bimestrielle. Grâce au soutien d'un imprimeur, les contraintes d'avance de trésorerie sont réduites, d'autant plus que le journal arrive à convaincre 1 000 abonnés dans le mois qui suit son premier numéro, dans un contexte éditorial de la presse économique dominé par les magazines pour cadres (L'Expansion, etc.). Il reste le directeur bénévole de la revue jusqu'en 1993 (Philippe Frémeaux lui succède comme rédacteur en chef).
En 1999, il lance L'économie politique, une revue destinée aux économistes professionnels qui exercent dans les institutions et les entreprises.
Début 2022, après s'être trompé dans une chronique au sujet d'une vente de charité des Hospices civils de Beaune, il annonce mettre un terme à sa chronique mensuelle dans Alternatives économiques.

### Parcours associatif
Au début des années 2000, Denis Clerc devient président de l'association Économie et humanisme, éditrice de la revue éponyme, dont il était membre de longue date. Il quitte sa fonction en 2004.
Denis Clerc fait partie en 2008 du conseil d'orientation du groupe Développements et Humanisme constitué par d'anciens salariés d'Économie et humanisme, dont le rédacteur en chef de la revue, Vincent Berthet.

## Publications
- Réduire la pauvreté. Un défi à notre portée[7],[8], avec Michel Dollé, Les Petits Matins, 2016
- L'économie de A à Z, Alternatives économiques, coll. « Poche », 2013
- La paupérisation des Français[9], Armand Colin, 2010
- La France des travailleurs pauvres[10],[11],[12], Grasset, Paris, 2008
- Déchiffrer l'économie, La Découverte, Paris, 2007, 2011 (réédition)
- 8e édition du lexique de sciences économiques et sociales, Repères, 2006
- Pour une économie alternative et solidaire (avec Éric Dacheux), L'Harmattan, Paris, 2003
- Déchiffrer les grands auteurs de l'économie et de la sociologie, Syros, Paris, 2001
- Condamnés au chômage ?[13], Syros, Paris, 1999
- Réduction du temps de travail : Que faut-il croire ? (avec Jean-Pierre Chanteau), Syros, Paris, 1999
- Dictionnaire des questions économiques et sociales, éditions de l’Atelier, Paris, 1997
- Les Désordres financiers, Syros, Paris, 1988

## Source
- Céline Edwards-Vuillet, Denis Clerc : boulimique d'économie, La Tribune de la Vente, mai 1999, no 280, p. 32-34